# Der Duft von Lavendel
Der Duft von Lavendel ist ein britischer Spielfilm aus dem Jahr 2004. Die Handlung beruht auf einer Kurzgeschichte von William John Locke.

## Handlung
Cornwall 1936: Die betagten Schwestern Ursula und Janet nehmen einen schiffbrüchigen jungen Mann bei sich auf. Er ist Pole und heißt Andrzej. Es stellt sich heraus, dass er höchst virtuos Geige spielt. Doch nicht nur mit seinem Geigenspiel berührt er die Herzen der beiden Ladies.
Er weckt besonders bei Ursula längst vergessen geglaubte Gefühle und Träume von Jugend und frischem Verliebtsein. Als er und die russische Malerin Olga Daniloff sich näherkommen, werden die beiden älteren Damen ebenso eifersüchtig wie der Dorfdoktor, der sich Chancen bei der Schönen ausrechnet.
Olga überzeugt Andrzej, nach London zu fahren, um ihrem Bruder, einem bekannten Violinsolisten vorzuspielen. Nach einer längeren Zeit bekommen die Schwestern einen Brief von ihm, dass er zusammen mit Daniloff öffentlich auftreten wird und dass das Konzert sogar im Radio übertragen wird. Die Schwestern reisen nach London und die Dorfbewohner verfolgen das Konzert am Radio auf Einladung der Haushälterin im Haus der Schwestern.

## Kritiken
Der Film erreichte bei Rotten Tomatoes eine Bewertung von 64 %, basierend auf 92 Kritiken.
- Roger Ebert bezeichnete die Handlung in der Chicago Sun-Times vom 12. Mai 2005 als „eine Enttäuschung“. Es sei eine Freude, Judi Dench und Maggie Smith gemeinsam zu sehen, aber die Darstellung von Daniel Brühl sei „ermüdend“.[4]
- B.Z.-Wertung: Sensibler Film über den gedankenlosen Stolz der Jugend und die Zumutungen des Alters. Eine Prise britischen Humors sorgt dafür, dass er nicht zu traurig gerät. Schöner und anrührender kann man nicht zeigen, was für ein verrücktes, verletzliches und wunderbares Ding ein Herz ist – egal, in welchem Alter.
- Die Filmbewertungsstelle Wiesbaden gab dem Film das Prädikat Besonders Wertvoll. In der Begründung im FBW-Gutachten heißt es u. a.: Ein fein durchdachtes Drehbuch lieferte dem Film zauberhafte Szenen voller Poesie, menschlicher Wärme und auch großem Seelenschmerz. Die Dialoge in ihrer vorgeschriebenen Kürze erlauben Wortschöpfungen von großer Intensität. Dazu der immer wieder aufflackernde, so typische englische Wortwitz mit sarkastischem Unterton. Eine sorgfältige Kamera fing die grandiose Naturkulisse Cornwalls so faszinierend ein – wie auch die Schönheit der reifen und vom Leben gezeichneten Gesichter der beiden alten Damen. Die überlegte Dramaturgie gibt dem Film die notwendige Zeit, sich dem Rhythmus der 30er Jahre des vorherigen Jahrhunderts angemessen anzupassen. Präzise und unaufdringlich ist die sorgfältige Ausstattung. Und ein besonderes Highlight des Films bietet die musikalische Gestaltung.

## Auszeichnungen
Judi Dench und Maggie Smith wurden 2005 für den Europäischen Filmpreis nominiert.

## Hintergrund
Der Film wurde in England gedreht. Das Einspielergebnis in den Kinos betrug 6,76 Millionen US-Dollar in den USA und 2,6 Millionen Pfund Sterling im Vereinigten Königreich.
Andrzej ist auch im Original Pole, allerdings kann er sich auf Deutsch verständigen, und so sind auch die ersten Kommunikationsversuche zwischen ihm und den Schwestern auf Deutsch. In der Synchronisation wurde dies abgeändert.